# Celama disticta
Celama disticta är en fjärilsart som beskrevs av George Francis Hampson 1900. Celama disticta ingår i släktet Celama och familjen trågspinnare. Inga underarter finns listade i Catalogue of Life.